# マリア・アマーリア・ダズブルゴ
マリア・アマーリア・フォン・ハプスブルク＝ロートリンゲン（Maria Amalia von Habsburg-Lothringen, 1746年2月26日 - 1804年6月18日）は、オーストリアの「女帝」マリア・テレジアと神聖ローマ皇帝フランツ1世の第6皇女。第8子、成人した子女の中では5人目である。パルマ公フェルディナンドの妃になった。イタリア語名ではマリーア・アマーリア・ダズブルゴ（Maria Amalia d'Asburgo）またはマリーア・アマーリア・ダウストリア（Maria Amalia d'Austria）となる。

## 生涯
1746年にウィーンのホーフブルク宮殿で生まれた。成長するとプファルツ選帝侯の一族であるプファルツ＝ツヴァイブリュッケン公子カール・アウグストと恋仲になったが、結婚を認められず、1769年にパルマ公フェルディナンドに嫁がされた。ウィーン宮廷では家族全員に邪魔者扱いを受け、母マリア・テレジア女帝には「厄介者」と呼ばれた。姉のマリア・クリスティーナが恋愛結婚を認められたこともあり、マリア・アマーリアは自分の恋愛が母のせいで成就しなかったことに怒りをあらわにし、母に反抗的な態度を見せた。
そのようなこともあってか、パルマでは浪費をしたり、夜通し遊びほうけたり、愛人を作るといった乱行に走った。当然ながら、夫のフェルディナントとは不仲だった。再三の母からの注意を無視したため勘当され、オーストリアへの帰国を禁じられた。
なお、フェルディナンドの姉マリア・イサベラは、マリア・アマーリアの兄ヨーゼフ2世に嫁いでおり、二重結婚になっていた。
パルマ公国は1796年にナポレオン・ボナパルトの侵攻を受けた末、1801年にフランスへ譲渡された。ブルボン＝パルマ家には代わってエトルリア王国（トスカーナ大公国からマリア・アマーリアの甥フェルディナンド3世大公を廃して建てられた）が与えられ、マリア・アマーリアの息子ルドヴィーコが傀儡の王位についた。フェルディナンドは名目上のパルマ公位を保持したが、1802年に死去した。息子ルドヴィーコも1803年に早世し、孫のカルロ・ルドヴィーコがエトルリア王位を継いだ。
マリア・アマーリアは甥の神聖ローマ皇帝フランツ2世の庇護を得て、次女マリア・アントニエッタと三女カルロッタを連れてプラハ城に移り住み、同地で1804年に死去した。

## 子女
マリア・アマーリアとフェルディナンドの間には7人の子供が生まれた。
- カロリーナ（Carolina, 1770年11月22日 - 1804年3月1日）　1792年、ザクセン公子マクシミリアンと結婚
- ルドヴィーコ（Ludovico, 1773年8月5日 - 1803年5月27日）　パルマ公、エトルリア王。
- マリーア・アントニエッタ（María Antonietta, 1774年11月28日 - 1841年2月20日）
- カルロッタ（Carlotta, 1777年9月7日 - 1813年4月5日）
- フィリッポ・マリーア（Filippo Maria, 1783年5月22日 - 1786年7月2日）
- アントニエッタ（Antonietta Luisa, 1784年10月21日）
- ルイーザ・マリーア（Luisa Maria, 1787年4月17日 - 1789年11月22日）

## 備考
マリア・アマーリアとカール・アウグスト公子の結婚は身分違いを理由に反対されたが、カール・アウグストは1775年から1795年に没するまで、義理の伯父カール・フィリップ・テオドール選帝侯（プファルツ選帝侯、のちバイエルン選帝侯を兼ねた）の推定相続人（筆頭継承権者）であった。カール・アウグストの弟マクシミリアン・ヨーゼフは1799年に選帝侯を継ぎ、のち1806年にバイエルン王となっている。